# Сок Хьон Джун
Сок Хьон Джун (кор. 석현준; нар. 29 червня 1991, Чхунджу) — південнокорейський футболіст, нападник клубу «Труа» та національної збірної Південної Кореї.

## Клубна кар'єра
Народився 29 червня 1991 року в місті Чхунджу. Грав у футбольній команді школи Сінгал. У вересні 2009 року Сок знаходився на перегляді у амстердамському «Аяксі». Високорослий форвард добре себе проявив в команді, і вже на початку жовтня амстердамці уклали з гравцем контракт на два роки, клуб також отримав можливість продовжити контракт ще на один рік. Підписана угода почала діяти з 1 січня 2010 року і Сок став першим південнокорейським футболістом в «Аяксі».
3 лютого Хен Чжун дебютував у Ередивізі, відігравши 12 хвилин у матчі проти «Роди», що завершився перемогою «Аякса» з рахунком 4:0. Два тижні потому, 18 лютого, Сок зіграв у Лізі Європи УЄФА, де «Аякс» зустрівся з італійським «Ювентусом». У матчі корейський нападник з'явився в кінці другого тайму, коли «Аякс» поступався з рахунком 1:2. Вже першим дотиком м'яча Хен Джун міг зрівняти рахунок у грі, проте не зміг замкнути навіс головою. У підсумку, амстердамці зазнали поразки у першому матчі 1/16 фіналу кубка.
Незважаючи на гарні виступи в передсезонних матчах, Сок не зіграв у жодному офіційному матчі першої команди у наступному сезоні 2010/11, після якого контракт гравця завершився і кореєць покинув «Аякс». Однак у вдячність нападник зробив татуювання з логотипом клубу і гербом Амстердама на правій руці.
27 червня 2011 року Сок підписав дворічний контракт з «Гронінгенои», де провів наступні півтора сезони. Після чого під час зимового трансферного вікна 2013 року Сок перейшов у португальський клуб «Марітіму». У чемпіонаті Португалії кореєць дебютував 27 січня в матчі проти «Ріу Аве», вийшовши на заміну. Зустріч завершилася внічию 1:1. 10 лютого Сік забив свій перший гол за «Марітіму» в гостьовому матчі зі «Спортінгом». Протягом решти сезону нападник зіграв 14 матчів у чемпіонаті і забив 4 голи.
У липні 2013 року Хен Чжун став гравцем клубу «Аль-Аглі» з Саудівської Аравії. За словами президента «Марітіму», цей трансфер був вигідний обом сторонам. У новій команді Сок вперше зіграв 21 серпня в матчі Ліги чемпіонів АФК проти південнокорейського «Сеула». Три дні потому Сок дебютував у Саудівській Прем'єр-лізі і забив гол у ворота «Аль-Фейсалі». Всього за сезон кореєць провів у чемпіонаті чотирнадцять ігор, забивши в них 2 голи.
Влітку 2014 року нападник повернувся до Португалії і підписав чотирирічний контракт з клубом «Насьонал» з міста Фуншал, але вже через півроку перейшов до «Віторії» (Сетубал). Відтоді встиг відіграти за клуб з Сетубала 22 матчі в національному чемпіонаті.

## Виступи за збірні
Протягом 2009–2011 років залучався до складу молодіжної збірної Південної Кореї. На молодіжному рівні зіграв у 4 офіційних матчах, забив 1 гол.
7 вересня 2010 року дебютував в офіційних матчах у складі національної збірної Південної Кореї в товариській грі проти збірної Ірану (0:1). Після цього тривалий час до збірної не залучався і повернувся до національної команди лише 2015 року. Наразі провів у формі головної команди країни 15 матчів, забивши 5 голів.
| Дата       | Місто      | Господарі      | Результат | Гості          | Турнір            | Голи | Примітки |
| ---------- | ---------- | -------------- | --------- | -------------- | ----------------- | ---- | -------- |
| 7-9-2010   | Сеул       | Південна Корея | 0 – 1     | Іран           | товариський матч  | -    | 78'      |
| 3-9-2015   | Хвасон     | Південна Корея | 8 – 0     | Лаос           | Відбір до ЧС 2018 | 1    | 62'      |
| 8-9-2015   | Сайда      | Ліван          | 0 – 3     | Південна Корея | Відбір до ЧС 2018 | -    | 76'      |
| 8-10-2015  | Ель-Кувейт | Кувейт         | 0 – 1     | Південна Корея | Відбір до ЧС 2018 | -    | 69' 76'  |
| 12-11-2015 | Сувон      | Південна Корея | 4 – 0     | М'янма         | Відбір до ЧС 2018 | -    | 86'      |
| 17-11-2015 | В'єнтьян   | Лаос           | 0 – 5     | Південна Корея | Відбір до ЧС 2018 | 1    | 62'      |
| 24-3-2016  | Ансан      | Південна Корея | 1 – 0     | Ліван          | Відбір до ЧС 2018 | -    | 82'      |
| 27-3-2016  | Бангкок    | Таїланд        | 0 – 1     | Південна Корея | товариський матч  | 1    | 87'      |
| 1-6-2016   | Зальцбург  | Іспанія        | 6 – 1     | Південна Корея | товариський матч  | -    | 46'      |
| 5-6-2016   | Прага      | Чехія          | 1 – 2     | Південна Корея | товариський матч  | 1    | 88'      |
| 6-10-2016  | Сувон      | Південна Корея | 3 – 2     | Катар          | Відбір до ЧС 2018 | -    | 24' 46'  |
| 12-10-2018 | Сеул       | Південна Корея | 2 – 1     | Уругвай        | товариський матч  | -    | 67'      |
| 16-10-2018 | Чхонан     | Південна Корея | 2 – 2     | Панама         | товариський матч  | -    | 65'      |
| 17-11-2018 | Брисбен    | Австралія      | 1 – 1     | Південна Корея | товариський матч  | -    | 46'      |
| 20-11-2018 | Брисбен    | Узбекистан     | 0 – 4     | Південна Корея | товариський матч  | 1    | 69'      |
| Усього     |            | Матчів         | 15        |                | Голів             | 5    |          |

## Титули і досягнення
- Володар Кубка Нідерландів (1):

«Аякс»: 2009-10
- Чемпіон Нідерландів (1):

«Аякс»: 2010-11